# Stewart Hall
John Stewart Hall (14 maggio 1959) è un allenatore di calcio inglese, commissario tecnico della nazionale Under-15 kazaka.

## Carriera
Inizia la carriera come responsabile del settore giovanile del Birmingham City, di cui in seguito per un periodo allena anche la formazione Under-18. Successivamente, dal 2007 al 2009 allena il Pune nella seconda divisione indiana. Passa quindi ad allenare la nazionale maggiore e la nazionale Under-20 di Saint Vincent&Grenadine. Nel 2010 allena invece la selezione nazionale di Zanzibar. Dal 2010 al 2012 allena in Tanzania, all'Azam, mentre sempre nel 2012 diventa per un periodo allenatore del Sofapaka, club della prima divisione del Kenya: dopo 7 settimane dal suo ingaggio, lascia però la squadra per far ritorno all'Azam, dove rimane fino all'8 novembre 2013, quando lascia il club  e diventa allenatore di un'accademia giovanile del Sunderland a Dar Es Salaam e, parallelamente, commissario tecnico delle nazionali tanzaniane Under-17 ed Under-20. Nel 2015 torna all'Azam, con cui vince la Coppa Kagame Inter-Club e conquista sia un secondo posto in campionato che la finale (poi persa) della coppa nazionale tanzaniana. Lascia nuovamente l'Azam nel 2016 per accasarsi il 26 ottobre 2016 agli AFC Leopards, club della prima divisione del Kenya, con un contratto biennale; dopo 7 mesi, nel maggio del 2017, si dimette dall'incarico. Nel 2018, da aprile a novembre, ha allenato il Saif, club della prima divisione del Bangladesh.

## Palmarès

### Allenatore

#### Competizioni internazionali
- Coppa Kagame Inter-Club: 1

Azam: 2015